# Operación Catalyst
Operación Catalyst fue una operación australiana cuyo objetivo fue la de proporcionar seguridad en Irak e instruir a los soldados iraquíes para garantizar la seguridad en suelo iraquí de cualquier amenaza enemiga durante la denominada Guerra de Irak.

## La operación
En 2005 Australia desplegó un grupo de combate en la provincia sureña de Al Muthanna el cual se trasladó en 2006 a la provincia de Dhi Qar bajo el nombre de Operation Catalyst. Este grupo de combate tenía como misiones proporcionar seguridad así como realizar labores de entrenamiento de las fuerzas de seguridad iraquíes. En 2008 las fuerzas australianas pusieron fin a sus misiones de seguridad y dieron inicio a la retirada de las tropas existentes en dicho país, retirada que concluyó en 2009, quedando en el país tan solo el destacamento de seguridad (SECDET) de la embajada australiana en Irak.